# بطولة العالم لسباقات فورمولا 1 موسم 1950
سباق الفورمولا وان لموسم 1950 عقد فی سنة 1950 المیلادیة. فاز جوسيبي فارينا (بالإنجليزية: Giuseppe Farina)‏ من فریق ألفا روميو. جوسيبي فارينا الذی بداء السباق فی الخط رقم 2 حصل علی أفضل توقیت فی الجولة 3 من السباق فی أسرع لفة له وفی المجموع حصد 30 نقطة.